# Aulnay-sous-Bois
Aulnay-sous-Bois és un municipi francès, situat al departament de Sena Saint-Denis i a la regió de l'Illa de França. L'any 2004 tenia 80.700 habitants.
Forma part del cantó d'Aulnay-sous-Bois i del districte de Le Raincy. I des del 2016, de la divisió Paris Terres d'Envol de la Metròpoli del Gran París.